# Xenicus lyalli
El xenicus de Lyall o chochín de Stephens (Xenicus lyalli) era una especie de ave paseriforme de la familia de los acantisítidos (Acanthisittidae) que vivía en la isla Stephens, situada entre las dos islas principales de Nueva Zelanda, y se extinguió a finales del siglo XIX. Era un pájaro pequeño, rechoncho, de cola y alas cortas, y al parecer incapaz de volar.
Fue descrito en 1895 por Lionel Walter Rothschild, que se lo dedicó a D. Lyall, guardián del faro de la isla Stephen. Se conocen en total 13 especímenes, que fueron todos llevados al faro por el gato del guardián. Aficionado a la ornitología, el guardián decide conservar las pieles y enviarlos a ornitólogos como Rothschild, que recibió ocho ejemplares, y Walter Buller. Desde entonces no se encontraron más ejemplares, por lo que este pájaro constituye un caso único en la historia de especie que se extingue casi al mismo tiempo de ser descubierta para la ciencia.
No se sabe nada de las costumbres ni de la reproducción de esta especie, aparte del hecho de que era incapaz de volar o al menos era reticente a hacerlo, lo que explica la facilidad del gato del farero a la hora de exterminarla.
Se sabe, gracias a los registros subfósiles, que se distribuyó por las dos islas principales de Nueva Zelanda, de las que probablemente desapareció por la introducción de la rata a la llegada de los polinesios a Nueva Zelanda.